# 利松站
利松站，是法国的一个铁路车站，位于法国西北部城市利松附近。
利松站是一个较为重要的铁路枢纽，芒特－瑟堡铁路和利松－朗巴勒铁路在此交汇。

## 位置
利松站位于利松市区的南部。车站大致呈东西走向，开口朝南。
利松站虽有"利松"之名，但事实上其站房所在的位置位于芒什省的埃勒河畔莫翁境内，距离利松市镇中心大约还有5公里，芒什省和卡尔瓦多斯省的分界线正好从利松站东侧划过。尽管如此，利松站的官方注册地址仍位于利松市镇范围内。

## 设施
利松站设有人工售票窗口，其开放时间如下：
- 周一至五：06:00~23:45
- 周六：06:00~22:00
- 周日及节假日：08:15~23:45

此外，利松站还设有自动售票机和自动售货机。

## 停靠线路
以下列车线路在利松站停靠：
| 利松站列车线路表 |                  |             |                     |              |
| 线路             | 车种             | 上一站      | 下一站              | 大致运行频率 |
| 巴黎—瑟堡        | INTERCITÉS       | 巴约        | 卡朗唐              | 每天11趟左右 |
| 利雪—瑟堡        |                  | 莫莱-利特里 | 卡朗唐              | 每天3趟左右  |
| 卡昂—瑟堡        | 巴约             | 卡朗唐      | 每天3趟左右         |              |
| 卡昂—雷恩        | 巴约/莫莱-利特里 | 圣洛        | 每天5趟左右         |              |
| 卡昂—库唐斯      | 巴约/莫莱-利特里 | 圣洛        | 每天5趟左右         |              |
| 格朗维勒→卡昂    | 莫莱-利特里      | 圣洛        | 每周2趟左右（单向） |              |
| 卡昂—圣洛        | 莫莱-利特里      | 埃贝尔桥    | 每天2趟左右         |              |
| 1. 2.            |                  |             |                     |              |

## 配套交通

### 长途客车
| 停靠利松站的大巴车 |                        | |
| 上下车地点         | 运营单位               | 主要目的地                                                                                              |
| 利松站门口         | SNCF Car TER Normandie | - 埃贝尔桥、圣洛、马里尼、库唐斯 - 当某条铁路线施工或罢工时，SNCF可能也会提供途径该线路沿途站点的大巴车 |
| 1. 2.              |                        | |

### 市内交通
利松站附近暂无城市公共交通线路。

### 社会车辆
利松站门口设有社会车辆停车场。

## 临近车站
| 利松站（Gare de Lison）        |                  |            |
| 上行车站                       | 线路             | 下行车站   |
| 莫莱-利特里站                  | 芒特－瑟堡铁路   | 卡朗唐站   |
| （起点）                       | 利松－朗巴勒铁路 | 埃贝尔桥站 |
| - 本表仅显示运营中的线路及车站 |                  |            |